# آتلانتیک کانتینر لاینز
آتلانتیک کانتینر لاینز (انگلیسی: Atlantic Container Line) شرکت کشتیرانی آمریکایی است، که در سال ۱۹۶۵ توسط اولوف والنیوس تأسیس شد.